# Оксид серы(II)
Оксид серы(II) (моноокси́д се́ры, моноокись серы) — бинарное неорганическое соединение. В нормальных условиях неустойчив, может существовать при пониженном давлении или при повышенных температурах. При взаимодействии с водой полностью гидролизуется:266.

## Получение
Монооксид серы серы получается при пропускании слабого электрического разряда в SO2, а также несколькими другими способами, часть из которых указана ниже. Долгое время считали его соединением с теоретической формулой SO, однако на самом деле газообразный продукт такого состава представляет собой эквимольную смесь закиси серы S2O и сернистого газа SO2. Чрезвычайно активный и реакционноспособный бирадикал SO всё-таки можно обнаружить аппаратными способами как промежуточный продукт в реакциях, а (SO)2 также удаётся определить при помощи масс-спектрометра:II:397.
Основной способ получения — сжигание избытка серы в кислороде при пониженном давлении:
{\displaystyle {\mathsf {2S+O_{2}\rightarrow 2SO}}}
Получается при разложении сернистого ангидрида:
{\displaystyle {\mathsf {2SO_{2}\rightarrow 2SO+O_{2}}}}

## Химические свойства
Легко разлагается на серу и диоксид серы при увеличении концентрации, при понижении температуры.
{\displaystyle {\mathsf {2SO\rightarrow SO_{2}+S}}}
Взаимодействуя с водой, монооксид серы подвергается полному гидролизу по уравнению реакции:
3S2O2 + 6Н2O = 4H2SO3 + 2H2S  и далее:
H2SO3 + 2H2S = 3S↓ + 3Н2O:266